# グラニセトロン
グラニセトロン（Granisetron）は、5-HT3受容体拮抗薬の一つである。セロトニンと5-HT3受容体との結合を選択的に阻害することで求心性迷走神経の活性を低下させ、延髄の化学受容器引き金帯（CTZ）を抑制する事で嘔吐を抑制するため、がん化学療法や手術後に制吐薬として使用される。ドーパミン受容体やムスカリン受容体には作用しない。商品名カイトリル。

## グラニセトロン塩酸塩
グラニセトロンはグラニセトロン塩酸塩の形で市販されている。CAS登録番号は[107007-99-8]で、IUPAC名は1-Methyl-N-(endo-9-methyl-9-azabicyclo[3.3.1]non-3-yl)-1H-imidazole-3-carboxamide hydrochrorideである。化学式はC18H24N4O・HCl、分子量は348.87 g/mol。
英国の製薬企業ビーチャム社（現在のグラクソ・スミスクライン社）が1988年頃発見した。英国で1991年、米国で1994、日本で1992年（注射薬）と1995年（経口薬）に承認された:1:1。日本では1995年8月より薬価収載され中外製薬より販売されている。効能・効果は「抗悪性腫瘍剤（シスプラチン等）投与および放射線照射に伴う消化器症状（悪心、嘔吐）」である。剤形として注射剤、錠剤、顆粒剤が販売されている。米国ではグラニセトロンの経皮吸収パッチが販売されている。
グラニセトロンは肝臓でゆっくりと代謝されるので、半減期が4〜9時間と長く、1日1回または2回投与で使用される。肝臓と腎臓から排泄される。主な排泄経路は腎臓である。

## 効能・効果

### がん化学療法
グラニセトロンはオンダンセトロンと同様に化学療法-誘発性嘔気・嘔吐の治療に用いられる。がん化学療法の代表的な副作用の中に嘔気、嘔吐、下痢がある。これらは医師が予防・軽減・治療できる副作用である。

### 術後
グラニセトロンを含む多くの薬剤が、術後悪心嘔吐（PONV）の治療に有効であるが、グラニセトロンは日本では適応外であった。しかし、2021年8月30日付で保険適応追加となった。ドロペリドール、メトクロプラミド、オンダンセトロン、シクリジンと比較した際のグラニセトロンの有効性の優劣は定かではない。

### その他
- 急性・慢性内科的疾患や急性胃腸炎による悪心・嘔吐に有効性を示す。
- 周期性嘔吐症（英語版）に対する有効性を確認する正式な臨床試験は実施されていない。

## 副作用
重大な副作用は、ショック、アナフィラキシーである。
グラニセトロンの忍容性は高く、副作用は少ない。頭痛、眩暈、便秘が代表的な副作用である。

## 薬物動態
肝臓のシトクロムP450で代謝され、薬効を失う。

## APF530
APF530はグラニセトロンの持続性製剤であり、米国で2012年10月に承認申請（NDA）された。放射線療法・化学療法実施中の患者の制吐薬として開発されている。Biochronomerと呼ばれるドラッグデリバリーシステムが採用されており、1回の皮下注射で効果が5日間持続する。